# Dendrodoa abbotti
Dendrodoa abbotti är en sjöpungsart som beskrevs av Todd 1984. Dendrodoa abbotti ingår i släktet Dendrodoa och familjen Styelidae. Inga underarter finns listade i Catalogue of Life.